# 也門統一

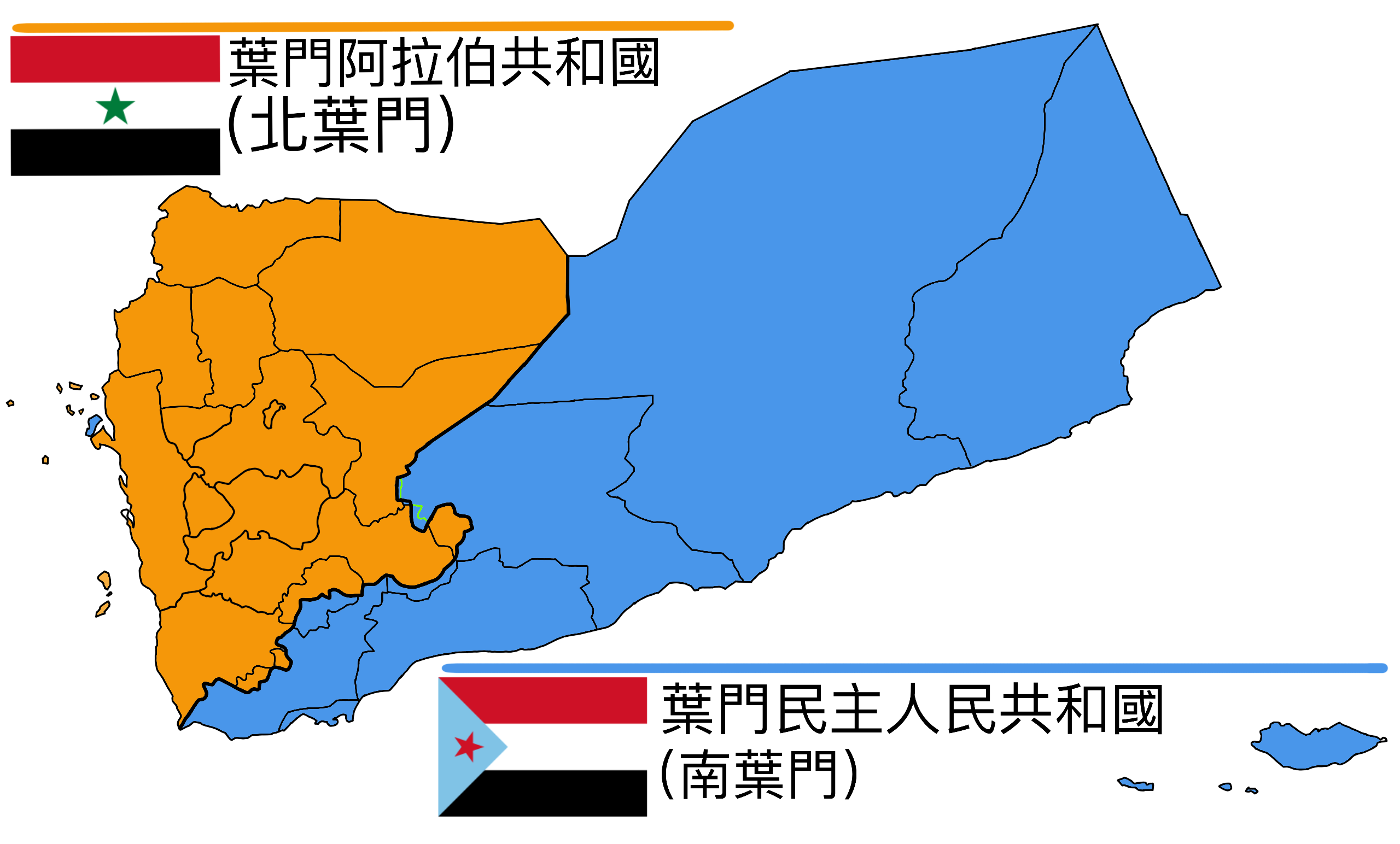
1990年前的南也門（藍色）和北也門（橙色）

也門統一（英语：Yemeni unification）發生於1990年5月22日。也门民主人民共和国（南也門）和阿拉伯也门共和国（北也門）統一成為現在的也门。

## 背景
與東西德、南北越、南北韓及臺海兩岸等分裂對立政權相比，南北也門之間相对較為友好；雙方不存在如前述例子之間的歷史仇怨，衝突事件與其相比亦較為少見。北也門於鄂圖曼帝國1918年滅亡後建國，而南也門當時仍是英國殖民地，直至1967年，英國因南也門民族起義而放棄這片殖民地，南也門才獨立建國。
北也門內戰後，北方建立共和政府，由部族代表組成。石油收入微薄，而在盛產石油的波斯灣國家工作的北也門國民會把匯款繳給北也門。擁有1200萬人口，而南也門只有300萬 。
南也門首先執政的是民族解放阵线，後來改組成也門社會黨。由於南也門是中東地區唯一的社會主義國家，它得到蘇聯的大批外援和其他援助。
1972年10月，南北雙方爆發衝突，北也門得到沙地阿拉伯及美國的補給，南也門則有蘇聯的補給。衝突很快便結束，兩國在1972年10月28日簽署開羅協定，同意制定統一兩國的計劃。
1979年2至3月，衝突再度爆發，起因是傳聞南也門提供物資給民族民主陣線的叛軍，並穿越國界。南方揮軍塔伊茲後撤退。這次衝突也是很快便結束。
1980年代末，兩國邊界附近——北也門馬里卜和南也門舍卜沃——的石油勘探激發兩國共同開採該地區的資源，並刺激兩國經濟。1988年5月，兩國政府達成大幅修好的協議，包括重新討論統一問題、沿着未定國界展開亨特石油公司和埃克森石油公司的石油勘探計劃。1989年11月，北也門總統阿里·阿卜杜拉·薩利赫和南也門最高领导人（也门社会党总书记）阿里·薩利姆·比德，共同接受1981年草擬的統一憲法草案，這份草案設立一個非軍事化的邊界，允許南北也門人以國民身分證便能出入境，統一後的首都定於原北也門首都薩那。

## 統一

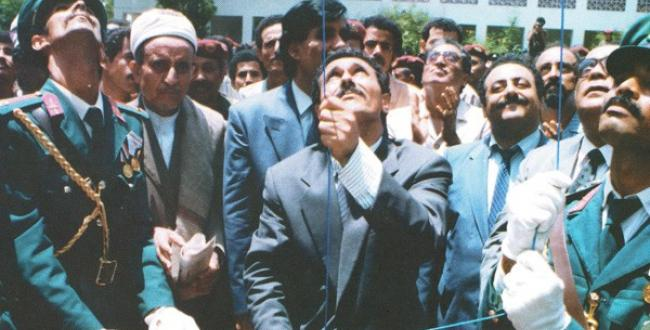
1990年5月22日也門統一當天，阿里·阿卜杜拉·薩利赫升起也門國旗，其身後即為阿里·薩利姆·比德。

南北也門於1990年5月22日成立统一的也门共和国。原北也门总统阿里·阿卜杜拉·薩利赫就任總統，原南也门最高领导人阿里·薩利姆·比德就任副總統。之後是兩個政治和經濟制度融合的30個月過渡期。26名也門阿拉伯共和國顧問委員會委員和17名也門民主人民共和國主席團成員共同推舉出一個總統委員會。統一後的臨時國會有301個議席，其中159名議員來自北方，111名來自南方，31名獨立議員由委員會主席任命。
統一憲法於1990年5月通過，並於1991年5月經全民公決確認。憲法申明也門對追求自由選舉、多黨制、私有產權、法律下平等和尊重人權的決心。首屆议会選舉於1993年4月27日舉行。國際組織協助舉行選舉和觀察實際投票情況。選出的國會組成如下：全國人民大會占143席、也門社會黨占69席、伊斯蘭改革集團占63席、復興黨占6席、納賽爾統一人民組織占3席、哈克黨占2席、獨立人士占15席。新议会議員主要來自北方。雖然也門社會黨在人口較少的南方取得最多數議席，但它在新的聯合政府中被視為次要。伊斯蘭改革集團黨魁阿卜杜拉·本·侯賽因·艾哈邁爾當選議長。伊斯蘭改革集團獲邀請加入執行聯盟，總統委員會改組以加入一名改革集團成員。
當南方哈德拉毛省發現油井之際，南方人民開始覺得他們的家園被北方的統治以陰謀非法占有，以奪取出產全國大部分石油的地區。
1991年波斯灣戰爭期間，也門決定不支援反伊拉克聯軍，約八十萬名也門國民和海外勞工遭沙地阿拉伯遣返，使新統一的也門共和國面臨政治危機。作為國家經濟支柱的外匯化為烏有，很多也門人在等待政府分配房屋和融入本地勞工時需要住在難民營。這批遭遣返的國民歸國後，也門人口上升了7%。

## 內戰
因執政聯盟的內部矛盾，阿里·薩利姆·比德副總統於1993年8月自我放逐至前南方首都亞丁，而政敵互相翻舊帳，部族因政局不穩而從中取利，使得整體治安惡化。前南也門總理海達爾·巴克爾·阿塔斯繼續擔任也門總理，但他的政府因政治紛爭而無法有效運作。南北雙方領袖不斷磋商，在1994年2月20日於約旦安曼簽署協定及保證書。然而，衝突持續，內戰終於在1994年5月爆發。值得注意的是，南北也門的軍隊於統一時未曾合併。
南方領袖於1994年5月21日宣告分離，成立也門民主共和國，但這新國家沒有得到國際承認。流亡中的前南也門首領阿里·納賽爾參與鎮壓南方的分離分子。
也門民主共和國首都亞丁於1994年7月7日失守，南方其餘的抵抗很快便失敗，數以千計的南方領袖流亡國外。
內戰過後，也門國內的也門社會黨重組政黨，於1994年7月選出新的政治局。可是，社會黨已失去鬥志和影響力。改革集團和全國人民大會黨也分別於1994年9月和1995年6月召開黨大會。
1994年，統一憲法的修正案廢除總統委員會，阿里·阿卜杜拉·薩利赫總統於同年10月1日獲國會選出為總統，任期為5年。憲法指出，此後的總統需由國會中的至少兩名成員中以選舉選出。

## 後續
也門於1999年9月舉行首次總統直選，這次普遍認為自由和公正的選舉選出阿里·阿卜杜拉·薩利赫再次擔任5年總統任期。也門於1997年4月舉行第二次國會選舉。2000年夏季的憲法修正案將總統任期延長2年，將國會會期增至6年，使下次總統選舉押後至2006年，國會選舉押後至2003年。2001年2月20日，新的憲法修正案創立一個雙院制議會，由諮議會（111個議席，由總統任命）和眾議院（301個議席，經選舉選出）。也門长期由全國人民大會一黨獨大，阿里·阿卜杜拉·薩利赫任總統，直至2011年的反政府示威中下台。
此後南北紛爭仍然持續，南方感到北方的不公待遇，衍生出爭取南方恢復獨立的「南方运动」和新的也門內戰。

## 融合
- 北也門里亞爾和南也門第納爾於過渡期間仍為法定貨幣。第納爾於1991年退出流通，1第納爾兌換成26里亞爾。1993年，也門共和國貨幣也門里亞爾發行第一套硬幣。
- 也門共和國定都於原北也門首都薩那。
- 也門共和國沿用南也門國歌《聯合共和國》。
- 也門共和國於9月26日和10月14日慶祝革命日。9月26日慶祝北方起義對抗什葉派伊瑪目，10月14日慶祝南方起義反抗大英帝國。
- 也門共和國於11月30日慶祝獨立日，紀念南方自英國獨立，而非慶祝北方自鄂圖曼帝國獨立的11月1日。
- 也門共和國保留北也門於聯合國的國名「也門」，不使用南也門的國名「民主也門」。
- 也門共和國承擔南北也門的條約責任和債務。
- 也門共和國沿用南也門的行政區劃，把北方的省份劃分為較小的省份。
- 也門共和國沿用北也門的電話區號+967，不使用南也門的+969。
- 也門共和國沿用北也門的ISO 3166-1國家編碼（alpha-2: YE, alpha-3: YEM），不使用南也門的編碼（alpha-2: YD, alpha-3: YMD）；也門共和國則得到新的數字編碼（887），取代北方的886和南方的720，這是國家合併後的一貫做法。

## 大也门

大也门地区

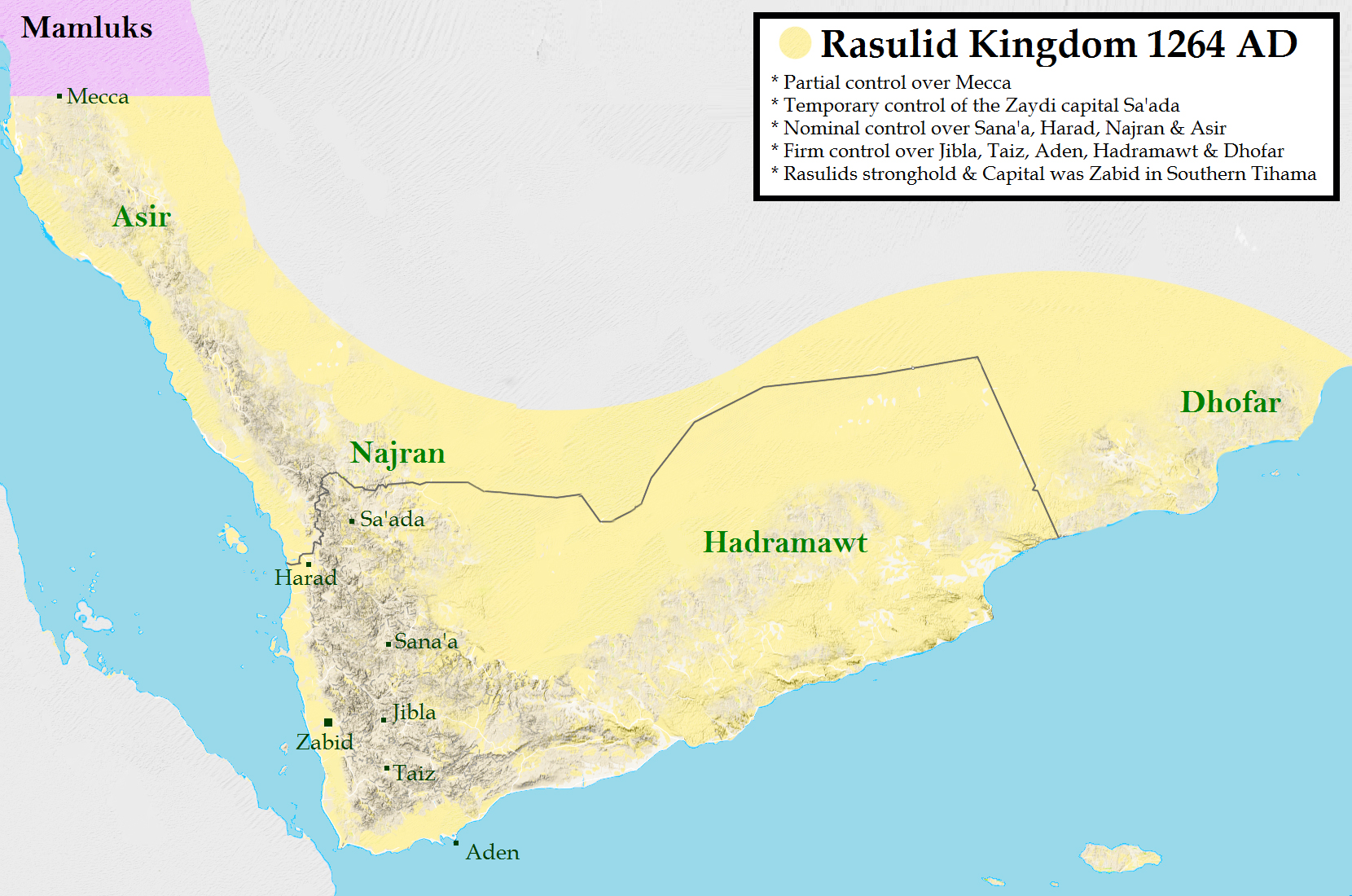
约1264年 拉苏利德苏丹统治下的大也门

大也门 (羅馬化：Al-Yaman al-Kubrā)是一个地理术语，表示该国历史悠久的南阿拉伯领土，包括也门共和国目前的领土以及沙特西南部的阿西尔、纳杰兰、吉赞地区和红海的邻近岛屿、提哈马的邻近地区和阿曼的杜法尔。
1990年南也门与北也门联合组成也门共和国，实现了近两个世纪以来，大也门范围内大部分地区首次作为单一政体统治，但南方运动自1994年以来一直寻求南也门分离。在也门于2014年再次爆发内战后兴起了譬如南方过渡委员会等多个组织。